# Seleucus cuneiformis
Seleucus cuneiformis är en stekelart som beskrevs av Holmgren 1860. Seleucus cuneiformis ingår i släktet Seleucus och familjen brokparasitsteklar. Arten är reproducerande i Sverige. Inga underarter finns listade i Catalogue of Life.